# Carebara arnoldi
Carebara arnoldi är en myrart som först beskrevs av Auguste-Henri Forel 1913.  Carebara arnoldi ingår i släktet Carebara och familjen myror. Inga underarter finns listade.